# Nick Akins
Nicholas K. "Nick" Akins, född 1961, är en amerikansk företagsledare som är styrelseordförande, president och vd för energibolaget American Electric Power Inc sedan början av 2010-talet. Dessförinnan var han COO och president för Southwestern Electric Power Company, som fusionerades med just AEP 2000.
Den 8 februari 2016 blev Akins utsedd till ledamot i styrelsen för den mäktiga intresseorganisationen Business Roundtable.
Han avlade en kandidatexamen och en master i elektronik vid Louisiana Tech University.